# جیسون براون (ورزشکار)
جیسون براون (انگلیسی: Jason Brown؛ زادهٔ ۱۵ دسامبر ۱۹۹۴) اسکیت‌باز نمایشی اهل ایالات متحده آمریکا است.